# Mensalinho
Mensalinho foram as denúncias de propinas recebidas pelo deputado do Partido Progressista (PP) Severino Cavalcanti em 2005, quando ocupava a posição de Presidente da Câmara dos Deputados, para deixar o empresário Sebastião Buani instalar seus restaurantes nas dependências da casa parlamentar. O nome mensalinho é uma referência ao escândalo do mensalão.
Sebastião Buani afirmou às revistas Veja e Época que pagava 10 mil reais mensalmente para o deputado. Cavalcanti afirma ser vítima de uma tentativa de extorsão. No dia 6 de setembro de 2005, o ex-funcionário de Buani, Ezeilton de Souza Carvalho, divulgou à revista Veja um documento no qual Cavalcanti prorroga a concessão do restaurante no anexo 4 da Câmara dos Deputados para Buani. A revista diz ainda que o documento custou 40 mil reais a Buani, metade paga a Cavalcanti e a outra parte paga a Gonzaga Patriota, do PSB de Pernambuco.

## Desdobramentos

### Setembro
- Em 3 de setembro revistas brasileiras denunciam o suposto esquema de Mensalinho.
  - Severino Cavalcanti divulga nota negando a existência do mesmo e se dizendo vítima de uma tentativa de extorsão.
- Em 5 de setembro parlamentares do bloco de oposição (PSDB, PFL, PPS e PV) defendem o afastamento de Severino Cavalcanti das atividades de presidente da Câmara, para, segundo eles, a investigação da denúncia correr sem problemas.
  - O empresário Sebastião Buani nega ter pago propinas a Severino.
- Em 6 de setembro o site da revista Veja divulgou documento que comprovaria a denúncia. Segundo a imprensa, o documento dataria de 2002 e possuiria a assinatura de Severino Cavalcanti autorizando o funcionamento do restaurante de Buani no anexo quatro da Câmara até 2005.
  - Ex-funcionário do restaurante em questão afirma que o mensalinho seria verídico, apesar de não possuir provas.
- Em 8 de setembro o empresário Buani muda sua versão e afirma ter pago mensalinho à Severino Cavalcanti.
  - Severino, que até então vinha refutando todas as acusações, afirma em Nova Iorque que se pronunciará sobre o assunto apenas na segunda-feira.
- Em 9 de setembro Severino Cavalcanti admite a possibilidade de se afastar temporariamente da presidência da Câmara, enquanto ocorrerem as investigações.
- Em 21 de setembro de 2005 Severino Cavalcanti renuncia ao seu mandato em virtude das denuncias. Raivoso, declara que sua queda foi orquestrada pelo que chamou de "elitezinha".